# Bare (miasto Novi Pazar)
Bare (cyr. Баре) – wieś w Serbii, w okręgu raskim, w mieście Novi Pazar. W 2011 roku liczyła 39 mieszkańców.